# Leonor Talbot
Lady Leonor Talbot, también conocida por su nombre de casada, Leonor Butler (o Boteler) fue una noble inglesa, hija de John Talbot, I conde de Shrewsbury. Tras la muerte de Eduardo IV de Inglaterra, su hermano Ricardo, futuro rey Ricardo III de Inglaterra, alegó que existía una promesa legal de matrimonio de Eduardo IV a Leonor Talbot que invalidaba el matrimonio del difunto rey con Isabel Woodville. Según Ricardo, esto significaba que él mismo era el auténtico heredero al trono, y no los hijos de Eduardo. Ricardo se arrogó la corona y encarceló a los hijos de Eduardo, que después desaparecieron.
Tras el derrocamiento y la muerte de Ricardo a manos de Enrique Tudor, la supuesta promesa se presentó como una historia inventada para justificar la usurpación del trono por parte de Ricardo y cubrir el asesinato de los príncipes. Algunos historiadores coinciden con este punto de vista. No obstante, los defensores de Ricardo argumentan que la promesa era real y legitimaba su ascenso al trono.

## Vida conocida
Leonor se casó en 1449, a los 13 años, con sir Thomas Butler (o Boteler), hijo de Ralph Boteler, I barón de Sudeley. Thomas murió en fecha desconocida, antes de que Eduardo IV de Inglaterra derrocara a la casa de Lancaster el 4 de marzo de 1461. El suegro de Leonor, lord Sudeley, se quedó con una de las dos casas que había puesto a nombre de Thomas y Leonor cuando se casaron, aunque no tenía licencia para hacerlo. Eduardo IV requisó ambas propiedades tras convertirse en rey.
Leonor murió en junio de 1468, y fue enterrada el 30 de junio en Norwich.

## Alegaciones

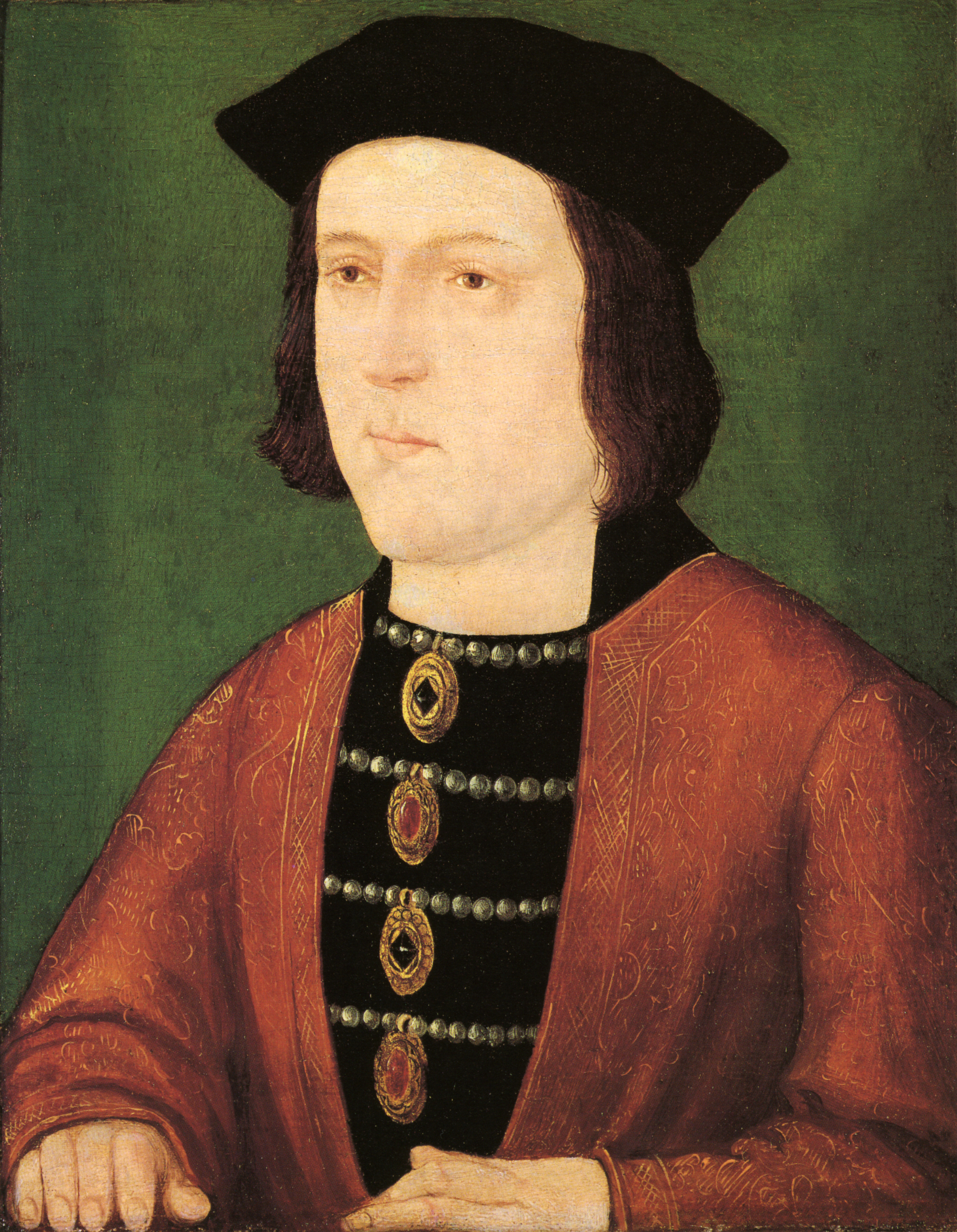
Eduardo IV de Inglaterra, que supuestamente hizo una promesa de matrimonio a Leonor Talbot

Después de la muerte del rey Eduardo en 1483, su hermano Ricardo, duque de Gloucester, fue nombrado lord protector del aún no coronado rey Eduardo V. Ricardo envió al Eduardo y a su hermano menor Ricardo en la Torre de Londres, y proclamó que eran ilegítimos. Según el cronista francés Philippe de Commines, actuó con el apoyo de Robert Stillington, obispo de Bath y Wells, que había sido encarcelado y multado por hablar en contra de Eduardo IV en 1478. Commines escribió más tarde,

El obispo reveló al duque de Gloucester que su hermano, el rey Eduardo, había estado oficialmente enamorado de una bella joven, y que le había prometido matrimonio con la condición de que se acostara con él. La dama consintió, y el obispo afirmaba que él los había casado con la sola presencia de los contrayentes y él mismo. Como su fortuna dependía de la corte, no lo había revelado, y persuadió a la dama de que lo ocultara, como así hizo, y el asunto se mantuvo en secreto.

Ricardo persuadió al Parlamento de que aprobaran la ley Titulus Regius, que arrebataba el trono a Eduardo V y se proclamó rey con el nombre de Ricardo III. En una reunión celebrada el 23 de enero de 1484, el matrimonio del rey anterior fue declarado ilegítimo. El documento especifica

(…) que en el momento del contrato del mismo presunto matrimonio, y antes y mucho tiempo después, el dicho rey Eduardo estaba y siguió estando casado con la dama Elianor Butteler, hija del antiguo conde de Shrewesbury, con quien el mismo rey Eduardo había hecho un precontrato de matrimonio mucho antes de que hiciera el supuesto matrimonio con la mencionada Elizabeth Grey, de manera y forma antes dicha.

Los oponentes de Ricardo declararon que la promesa era ficticia. El mayor enemigo de Ricardo, Enrique Tudor, prometió a su aliada Isabel Woodville volver a legitimar a sus hijos si Ricardo era derrocado. Después de que el ejército de Enrique venciera y diera muerte a Ricardo en la batalla de Bosworth el 22 de agosto de 1485, Enrique Tudor subió al trono con el nombre de Enrique VII, y ordenó destruir la copia de Titulus Regius de los registros parlamentarios y todas las demás (después se encontró una copia superviviente).
Stillington se unió a la rebelión de Lambert Simnel contra Enrique en 1487. Fue arrestado y encarcelado en la Torre hasta su muerte en 1491.

## Posible descendencia
Se ha sugerido que Leonor pudiera haber dado a luz a un hijo, probablemente del rey Eduardo IV, poco antes de su muerte.

## Opinión de los historiadores
Ya que Commines no da el nombre de la «bella joven» y la copia oficial del Titulus Regius del parlamento fue destruida, los historiadores de la era Tudor confundían a Leonor Talbot con la que fue amante de Eduardo durante largo tiempo, Isabel Lucy, también conocida como Isabel Wayte. Isabel Lucy tuvo probablemente un hijo bastardo del rey, Arturo Plantagenet. En su Historia de Ricardo III, Tomás Moro afirma que Lucy fue interrogada en la época de la boda de Eduardo e Isabel Woodville, porque la madre de Eduardo se oponía firmemente a este matrimonio y se decía que Eduardo había hecho una promesa a Lucy, aunque esta negó cualquier tipo de precontrato. Moro dice que Ricardo recuperó esta reclamación tras la muerte de Eduardo.
Estos hechos arrojaron más dudas sobre el caso, pero historiadores posteriores la identificaron correctamente. George Buck, que encontró la única copia superviviente del Titulus Regius, fue el primero en identificar a Leonor Talbot como la mujer en cuestión. Buck, defensor de Ricardo, aceptó la validez del precontrato. Comparten su opinión numerosos defensores de Ricardo, entre ellos Horace Walpole y Clements R. Markham. Otros historiadores favorables a Ricardo también lo han aceptado como hecho, o argumentan que Ricardo creía sinceramente que era verdad. También suelen alegar que Stillington fue encarcelado por Eduardo IV en 1478 porque habló imprudentemente del contrato con el duque de Clarence.
Otros historiadores son más escépticos. John A. Wagner afirma que «muchos historiadores modernos creen que la promesa es una invención ideada para dar a la usurpación de Ricardo III visos de legitimidad. No puede documentarse el compromiso más allá del relato recogido en el Titulus Regius, y Ricardo nunca intentó autentificar el precontrato en un tribunal eclesiástico, la vía adecuada para un caso de estas características». Anne Crawford opina que es poco probable que existiera una promesa a Leonor Talbot. Si se hubiera producido antes de su boda con Thomas Butler, hubiera quedado invalidada por este matrimonio, Crawford sugiere que la historia podría haberse originado por las conversaciones sobre un posible matrimonio que podrían haber llevado a cabo el padre de Eduardo, Ricardo, duque de York, y el de Leonor, John Talbot, I conde de Shrewsbury, mientras ambos servían en Francia, pero incluso eso «parece muy improbable». Cualquier precontrato dataría probablemente de los inicios del reinado de Eduardo, pero el hecho de que Leonor no se descubriera cuando Eduardo se casó con Isabel Woodville parece desmentir esa posibilidad. También considera extraño que la familia de Leonor no apoyara las alegaciones de Ricardo sobre la promesa. Puesto que Eduardo «no era tan estúpido» como para no ser consciente de que cualquier precontrato amenazaría el acceso de sus hijos al trono, si hubiera existido podría haber convencido fácilmente al papa de que lo liberase de esa promesa, lo que hubiera sido la maniobra lógica de «cualquier rey prudente y de sus consejeros». Michael Alexander argumenta que una promesa de matrimonio a Leonor Talbot no habría deslegitimizado a los hijos de Eduardo, ya que nacieron después de que ella hubiese muerto, lo que anula cualquier matrimonio.
No obstante, según Helmholz (1986), en esta situación la ley canónica seguiría considerando ilegítimos a los hijos de Eduardo, ya que la existencia del precontrato significaría que Eduardo había cometido adulterio con Isabel. Los hijos de Isabel serían ilegítimos aunque Leonor hubiera muerto antes de su nacimiento, aun cuando Eduardo e Isabel se hubieran «vuelto a casar» tras la muerte de Leonor. Por tanto, su posición hubiera sido similar a la de los descendientes Beaufort de Catalina de Roet-Swynford y Juan de Gante, después legitimados por Ricardo II y el papa Bonifacio IX.
Incluso si no hubiera existido un precontrato formal es posible que el nombre de Leonor Talbot fuera utilizado porque se sabía que había sido una de las amantes del rey. Según Tomás Moro, Eduardo tenía tres «concubinas», a quienes se refería como «la más alegre», «la más astuta» y «la zorra más beata del reino» (que siempre estaba en la iglesia cuando no estaba en la cama con el rey). Moro identifica a «la más alegre» como Jane Shore, pero no da el nombre de las otras dos porque eran de clase social más alta («personas de cierta categoría»). Se ha especulado que estas dos mujeres fueran Isabel Lucy y Leonor Talbot. En el caso de esta última, la pérdida de propiedades tras la muerte de su marido podría haber iniciado la relación. El historiador Michael Hicks apunta que el rey Eduardo tendía a conceder «beneficios» a cambio de sexo: «Tres jóvenes viudas, Leonor Butler, Isabel Lucy e Isabel Wydeville (Woodville) podrían haber obtenido beneficios concretos de Eduardo IV por medio de sus favores sexuales».
- Esta obra contiene una traducción  derivada de «Lady Eleanor Talbot» de Wikipedia en inglés, publicada por sus editores bajo la Licencia de documentación libre de GNU y la Licencia Creative Commons Atribución-CompartirIgual 4.0 Internacional.